# Národní park Kopaonik
Národní park Kopaonik (srbsky Национални парк Копаоник/Nacionalni park Kopaonik) se nachází ve stejnojmenném pohoří na rozhraní centrálního Srbska a Kosova. Zřízen byl v roce 1981 za účelem ochrany přírody v turisticky i sportovně populární oblasti na území tehdejší Jugoslávie. Národní park má rozlohu 11 810 ha a podle počtu endemických druhů patří mezi nejvýznamnější oblasti z hlediska biodiverzity na území Srbska.
Park se rozkládá na ploše přibližně čtvercového tvaru kterou ze západu vymezují obce Semeteš a Lisina, z jihu obec Čajetina, z východu pak obec Brzeće a ze severu obce Đorđevići a Crna Glava. Zabírá centrální část celého pohoří Kopaonik; jeho severní část, klesající postupně až k městu Kraljevo, stejně jako jižní, která se nachází na území Kosova, pod národní park již nespadají.
Na území samotného parku se nachází dalších 698 hektarů zvlášť chráněných oblastí, které tvoří celkem: 11 přírodních rezervací, 26 přírodních památek, 12 geomorfologikých, 6 geologických, 8 hydrologických a 15 jinak významných objektů, které jsou považovány za kulturně hodnotné. Přírodní rezervace na území parku Kopaonik nesou názvy:
- Kozje stene
- Vučak
- Mrkonja
- Jankova bara
- Gobelja
- Barska reka
- Samokovska reka
- Metođe
- Jelak
- Suvo rudište
- Duboka